# Златнораменно пойно папагалче
Златнораменно пойно папагалче (Psephotus chrysopterygius) е вид птица от семейство Psittaculidae. Видът е застрашен от изчезване.

## Разпространение и местообитание
Разпространен е в Австралия.